# Parks (Louisiane)
Parks est un village de Louisiane situé dans la paroisse civile de Saint-Martin.

## Histoire
Le village, qui portait à l'origine le nom de Potier, se trouve sur un territoire où les vachers avaient l'habitude d'emmener leurs troupeaux.
L'origine exacte du nom Parks demeure un mystère. Une légende raconte qu'il s'agirait en fait d'un quiproquo. Le premier train circulant à travers la communauté serait en effet arrivé un jour de Pâques. Le mécanicien ayant demandé aux habitants du coin le nom du lieu, ceux-ci (qui ne parlaient que le français cadien) lui répondirent : "C'est Pâques". Le mot aurait donc été compris comme "Parks".
Au début du XXe siècle, le Cadien Paul Melancon acheta une grande parcelle de terre dans le but d'y établir une exploitation de coton. Mais il décida peu après de diviser cette parcelle en terrains urbains. C'est ainsi que la communauté prit forme. En 1908, le village est officiellement enregistré par l'État.

## Démographie
63,7 % de la population parle l'anglais à la maison, 33,4 % parle le français cadien et 2,9 % parle le créole louisianais (très proche du français).
D'après le recensement de 2010, Parks comptait 653 habitants, dont 57,63 % de Blancs, 41,04 % de Noirs, 0 % d'Amérindiens, 0 % d'Asiatiques et 1,23 % de Multi-raciaux.